# Chudoba (osada leśna w gminie Lasowice Wielkie)
Chudoba – osada leśna w Polsce położona w województwie opolskim, w powiecie kluczborskim, w gminie Lasowice Wielkie.
Do czasu polskiej reformy administracyjnej (1999) wieś związana była z dawnym powiatem oleskim.